# Oude IJssel

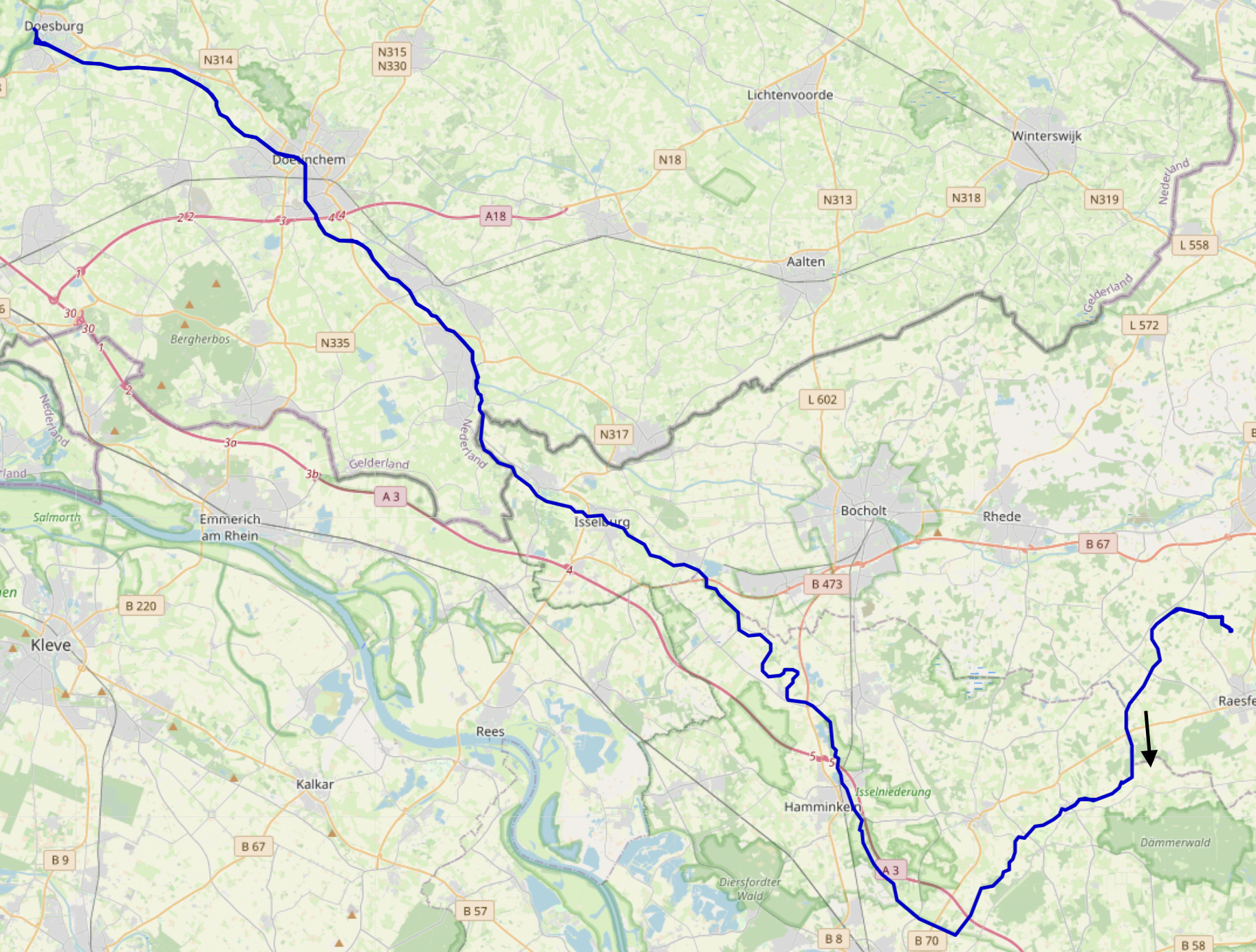
Stroomgebied Oude IJssel

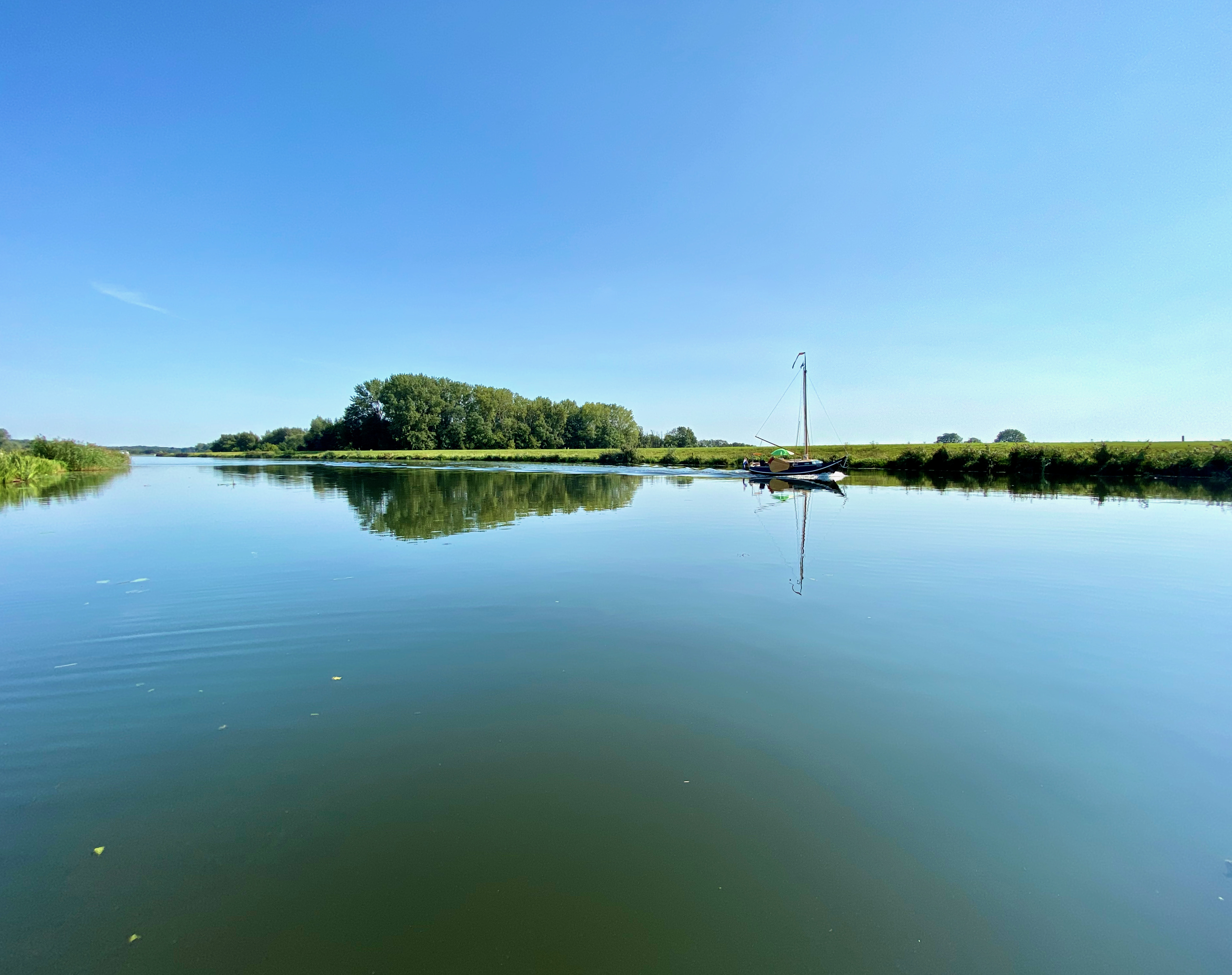
Pleziervaart op de Oude IJssel

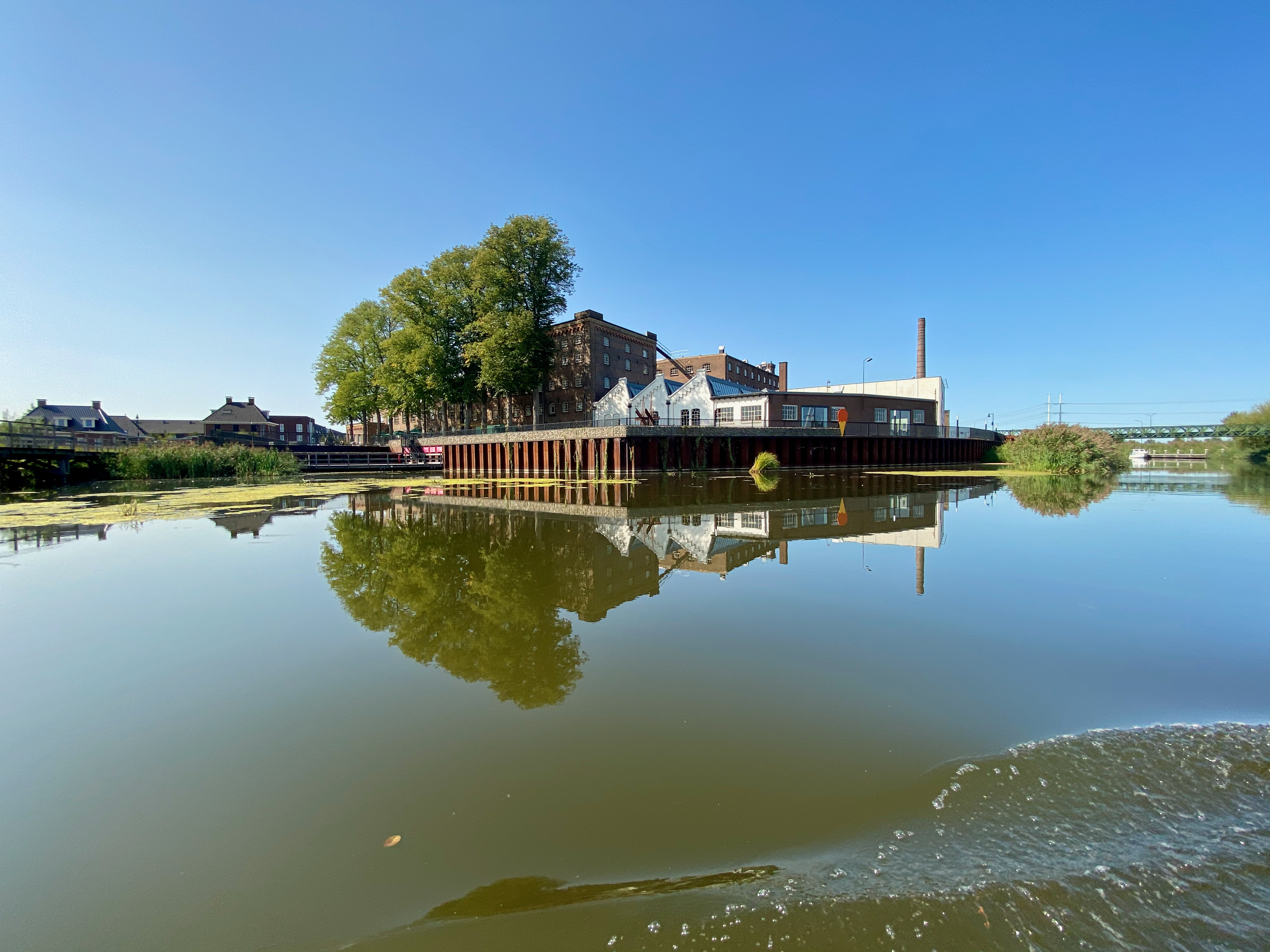
Oude IJssel bij Ulft

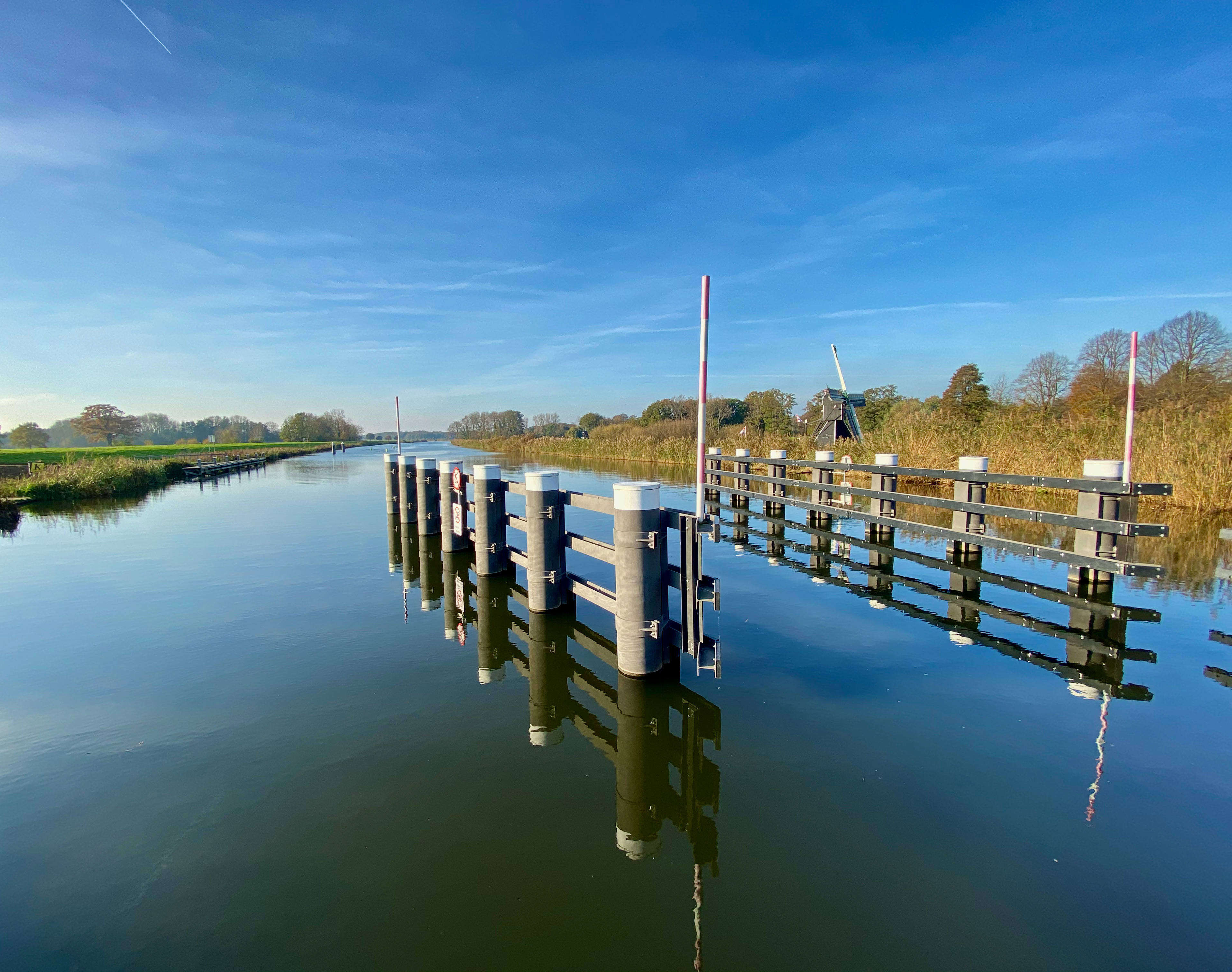
De Oude IJssel bij Laag-Keppel

De Oude IJssel is een zijrivier van de rivier de IJssel. De Oude IJssel begint in Duitsland onder de naam Issel en loopt daarna via de gemeenten Oude IJsselstreek, Doetinchem en Bronckhorst, waarna ze bij Doesburg in de IJssel uitmondt. In het Nedersaksisch en Nederfrankisch (de Liemerse dialecten) heet de rivier de Olde Iessel of kortweg Iessel.

## Geografie

### Verloop
De Oude IJssel ontspringt in de Kreis Borken in het noordwesten van het natuurpark Hohe Mark-Westmünsterland. De bron ligt ten zuiden van Borken in het dunbevolkte noordelijke deel van de gemeente Raesfeld op een hoogte van 55,5 meter.
In het begin stroomt de rivier in zuidwestelijke richting door het zacht glooiende landschap van het natuurpark totdat hij in de Kreis Wesel, nog vóór hij de stad Wesel bereikt, bij de Bärenschleuse een bijna loodrechte hoek maakt en langs de Klever Landwehr (een oude verdedigingslinie) naar het noordwesten stroomt. De rivier stroomt vervolgens door Hamminkeln, waar de rivier de Kreis Wesel verlaat, en door Isselburg en Anholt, beide gelegen in de Kreis Borken. De rivier bereikt bij Gendringen de Nederlandse grens. In Nederland stroomt de rivier door de gemeenten Oude IJsselstreek, Doetinchem en Bronckhorst om bij Doesburg op een hoogte van 9,3 meter boven NAP uit te monden in de Geldersche IJssel.

### Stroomgebied en lengte
Tot aan de Duits-Nederlandse grens heeft het stroomgebied van de Oude IJssel een oppervlakte van 360,88 km². De lengte van de rivier in Duitsland is 55 kilometer. Het stroomgebied van de Oude IJssel in Nederland tot de monding bij Doesburg bedraagt 847,12 km². De lengte van de rivier op Nederlandse bodem is 26,5 kilometer. Het totale stroomgebied van de rivier bedraagt 1208 km². De totale lengte van de rivier is 81,5 kilometer.
Het bovengrondse stroomgebied van de Oude IJssel is niet altijd gelijk aan het hydrologische stroomgebied, omdat de grondwaterstroming in het westelijk deel gedeeltelijk dwars op de Oude IJssel naar de Rijn toe verloopt. Daardoor verliest de rivier in dat deel van haar stroomgebied water.

### Zijrivieren
In Duitsland monden de Drevenacker Landwehr, de Kleine Issel en de Wolfstrang in de Oude IJssel uit. In Nederland zijn dat de Aa-strang (de onderloop van de Bocholter Aa) alsook de Sloerstrank, Akkermansbeek, Bielheimerbeek, Waalse Water en de Hoge Leiding. Daarvan is de belangrijkste zijrivier de Bocholter Aa, die bij Ulft in de gemeente Oude IJsselstreek als Aa-strang in de Oude IJssel stroomt. De Aa-strang heeft op dat punt een groter stroomgebied dan de Oude IJssel (536 km² versus 360,88) en voert ook duidelijk meer water aan (6,0 m³/s versus 3,0 m³/s). Toch wordt de rivier stroomafwaarts Oude IJssel genoemd.
Wanneer de Oude IJssel naar het noordwesten stroomt doet zij dit door de IJsselbreuk, een voormalig stroomkanaal van de Rijn of de Lippe.

## Geschiedenis
De Oude IJssel is in een ver verleden de hoofdstroom van de Rijn geweest, en daarna nog geruime tijd een zijtak. Vroeger lag de Oude IJssel zuidwestelijk van de huidige rivier. Ze heeft zich geleidelijk in noordoostelijke richting verplaatst. In het gebied ten westen van de Oude IJssel vindt men nog diverse restanten van oude rivierlopen. Dit betreft de streek de Liemers. De grondsoort bestaat hier voornamelijk uit rivierklei. Aan de noord- en oostzijde bevinden zich zandige rivierduinen. De Oude IJssel voert tegenwoordig vooral regenwater uit het stroomgebied in Duitsland, de Liemers en de Achterhoek af. In het verleden werd er ook wel Rijnwater afgevoerd, als de Rijn in Duitsland buiten zijn oevers trad. Daarbij werd dan op Duits grondgebied een verbinding gevormd tussen Rijn en Oude IJssel.
Aan de van oudsher goed bevaarbare Oude IJssel liggen verschillende steden in de Achterhoek. De plaats Doesburg ligt op de plaats waar Oude IJssel en Gelderse IJssel samenvloeien. Vroeger heette de rivier de Salle. Ook de stad Doetinchem is langs de Oude IJssel gebouwd.
Langs de Oude IJssel is ook de Nederlandse ijzerindustrie ontstaan. De ijzergieterijen die hier ontstonden (zoals DRU en Vulcanus) zijn in wezen de voorlopers van de Hoogovens in IJmuiden. Deze industrie ontstond hier omdat het gebruik kon maken van het ijzeroer dat hier in de grond zit. De rivier zorgde natuurlijk voor een geschikt transportkanaal. In het artikel over de plaats Gaanderen wordt hierop dieper ingegaan.

## Gelijknamige wateren
Op de westoever van de IJssel ter hoogte van Zutphen, zuidelijk van de spoorlijn Apeldoorn-Zutphen, bevindt zich een voormalige arm van die rivier, die ook de naam Oude IJssel draagt. Het is een natuurgebied. Noordelijk van het spoor heet dit water Hoendernesterbeek. Ook ten zuidwesten van Deventer ligt een Oude IJssel, die daar de grens vormt tussen de provincies Gelderland en Overijssel.

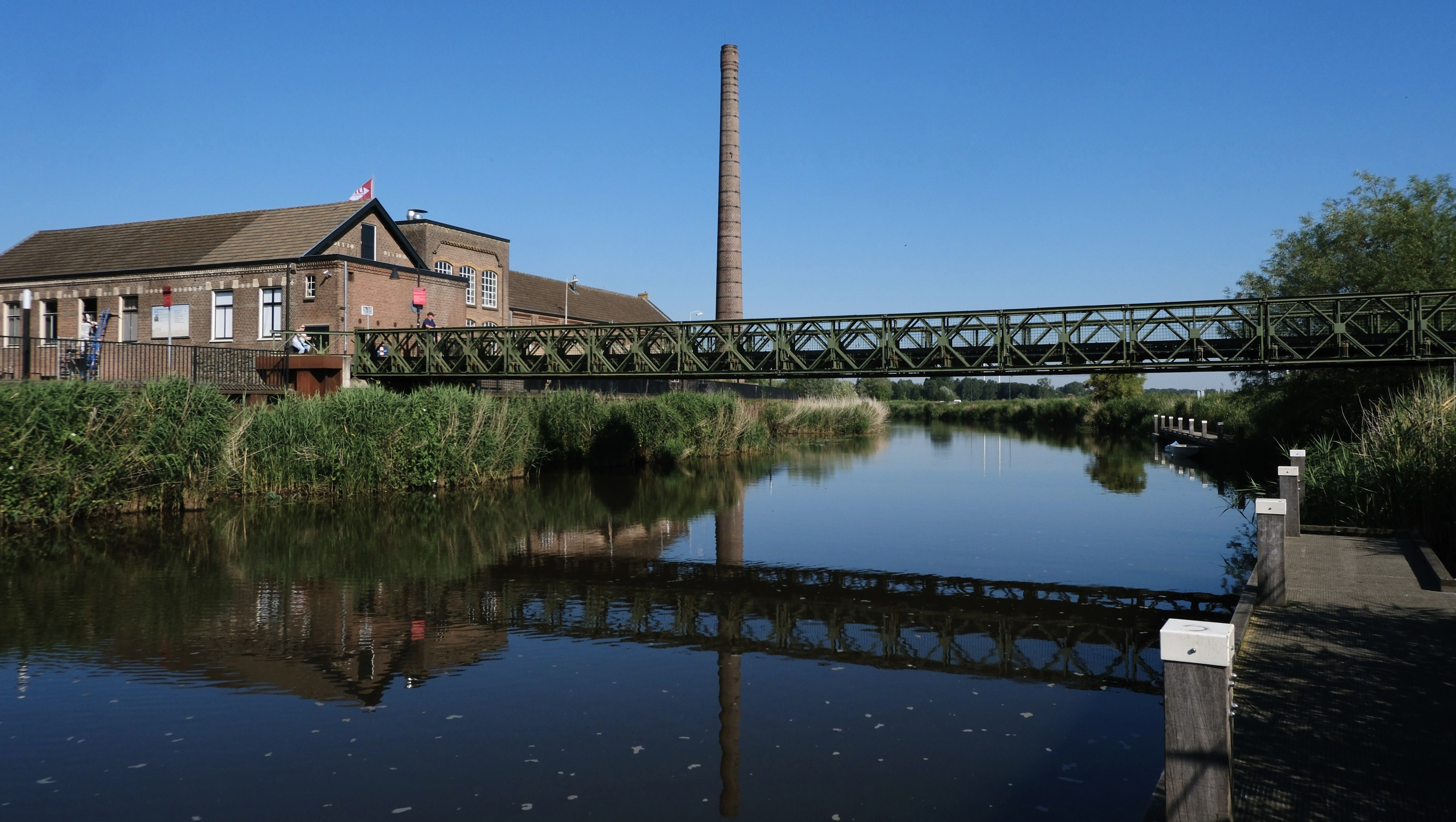
Bij Ulft, aanlegsteiger en baileybrug bij de DRU Cultuurfabriek
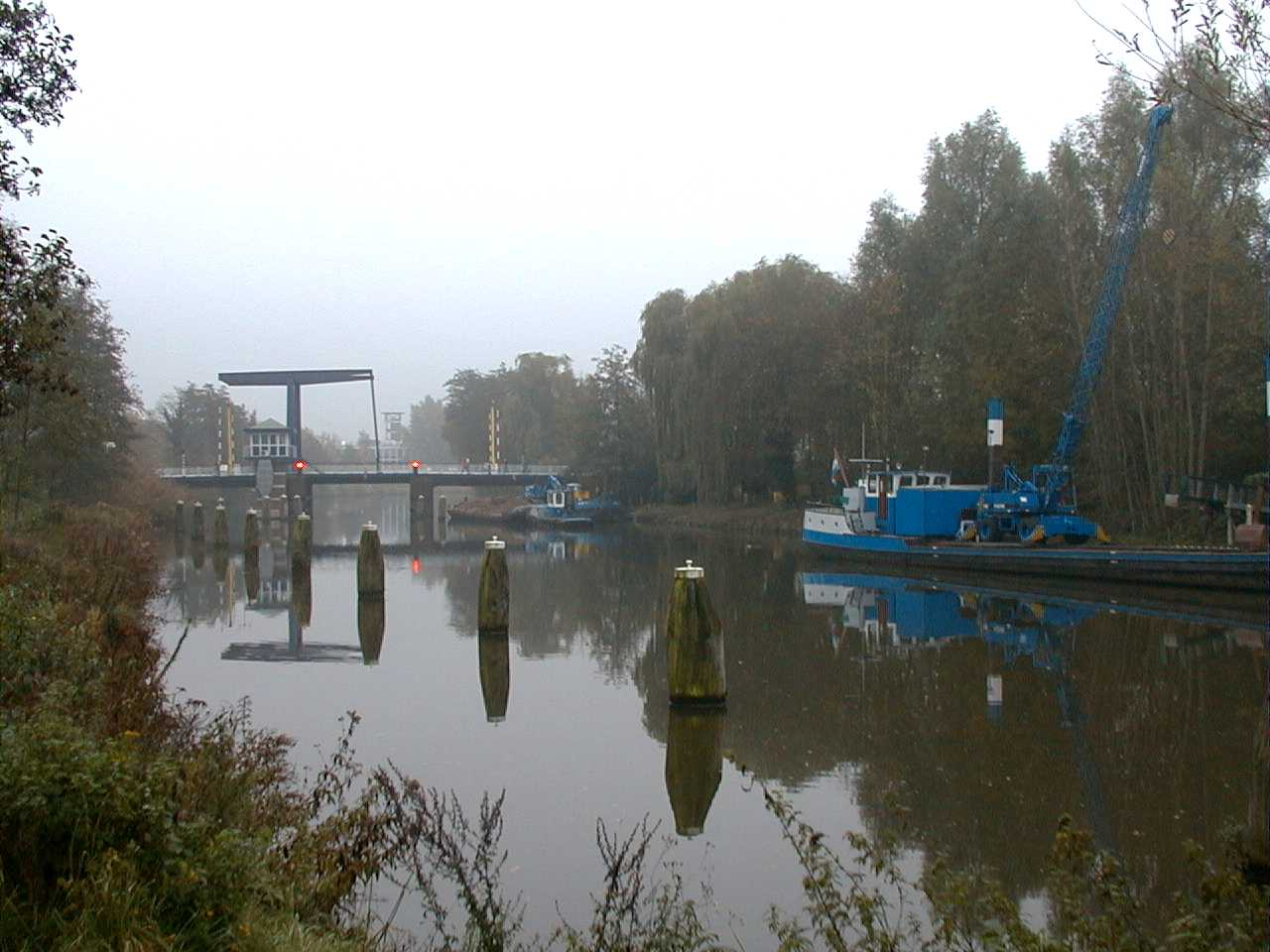
Oude IJsselbrug bij Doetinchem
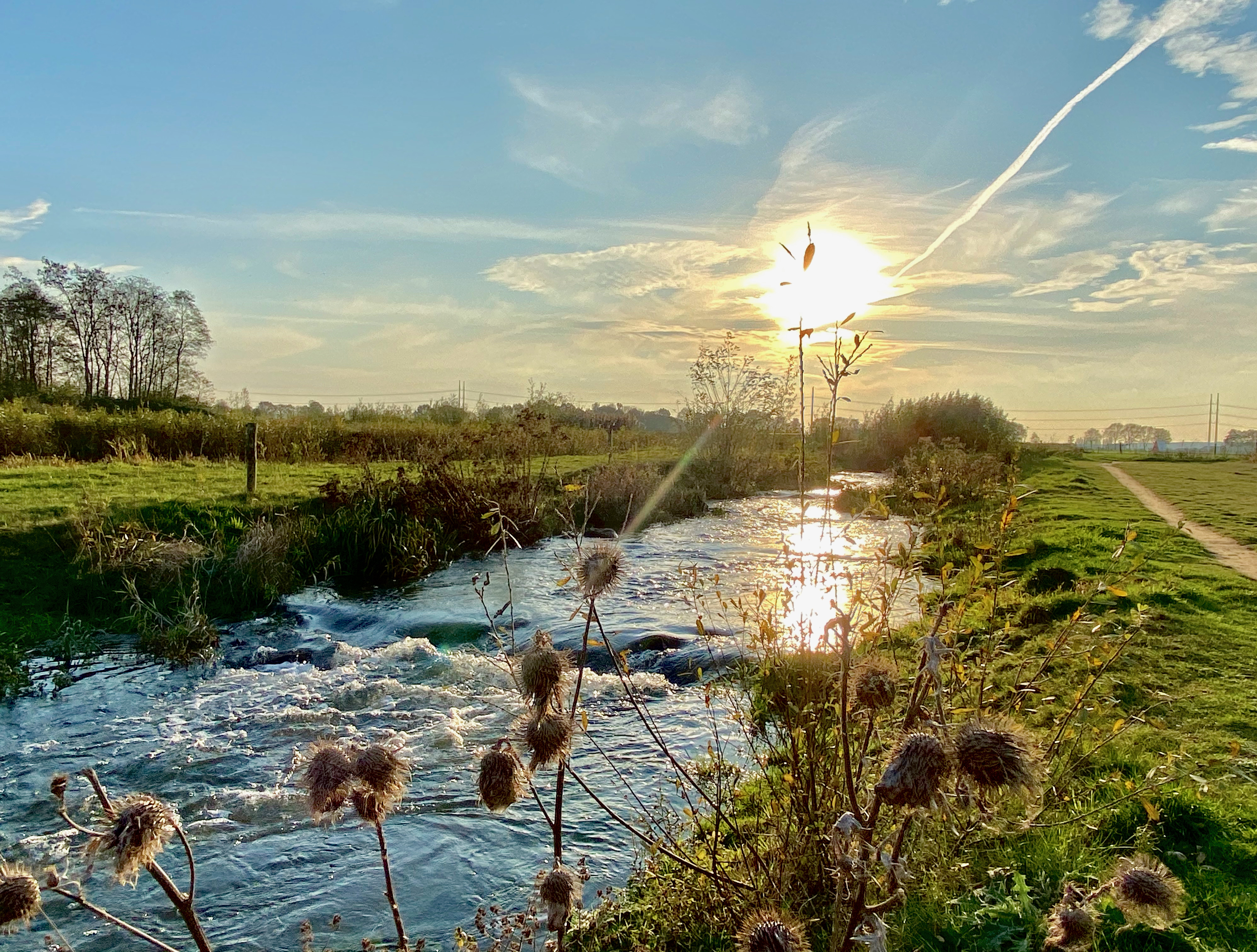
Vispassage in de Oude IJssel
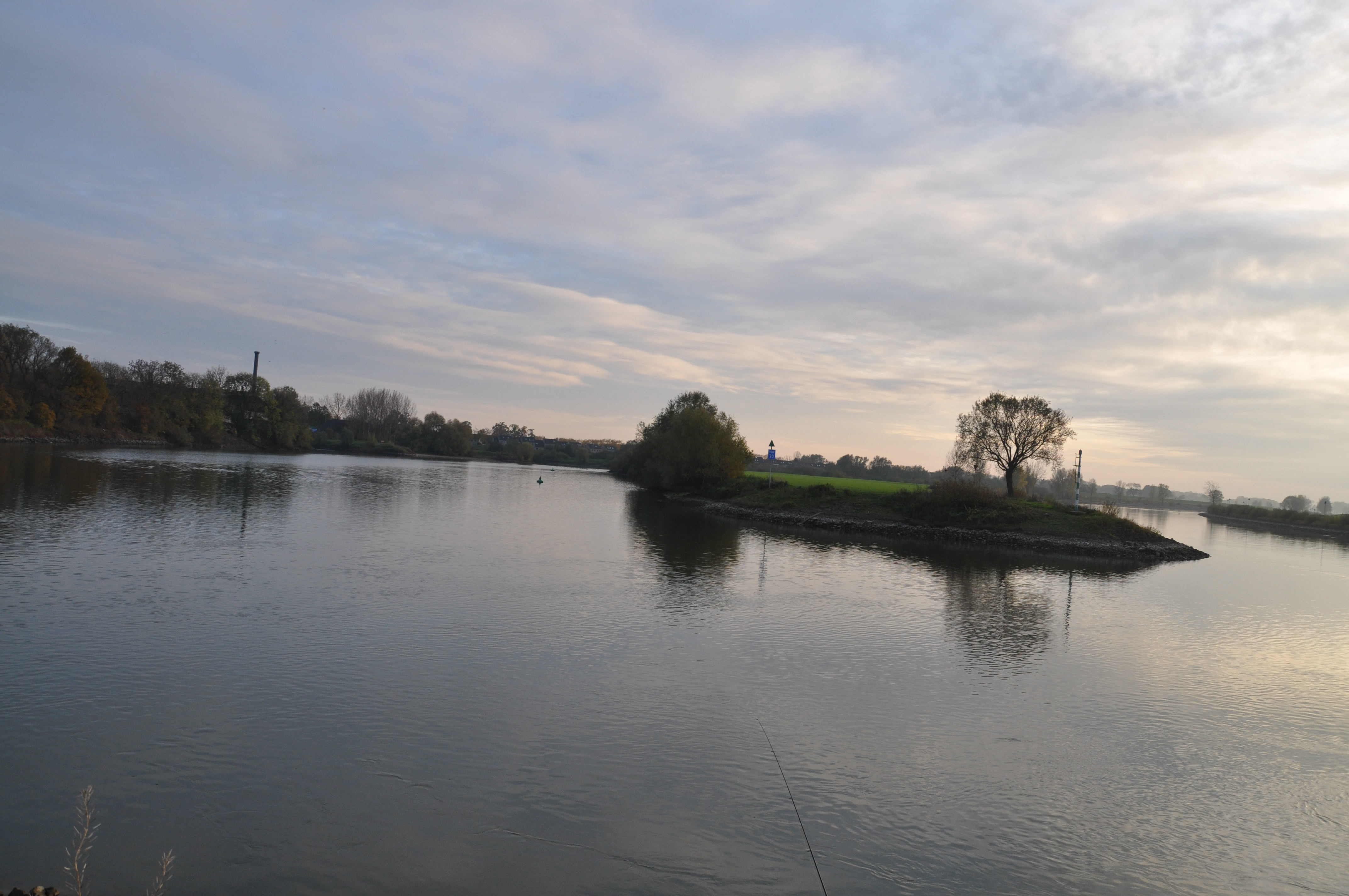
Uitmonding in de IJssel te Doesburg

- Gemeinsame Normdatei: 4245505-4
- Nationale Bibliotheek van Israël: 987007538403205171
- Virtual International Authority File: 236003841